# Gaston Pollet
Gaston Pollet est un syndicaliste français.

## Biographie
Né le 5 janvier 1900 à Thorens-Glières (Haute-Savoie), il est professeur d'enseignement technique à Paris ; militant du SNET et du SNPET (FO).
En avril 1948, lors du congrès constitutif de la Fédération de l’éducation nationale Force Ouvrière, il est élu secrétaire général pour l’enseignement technique.
Il est mort le 25 juillet 1961 à Paris (XIVe arrondissement).